# 第21航空群
第21航空群（だいにじゅういちこうくうぐん、英称：Fleet Air Wing 21 ）とは、海上自衛隊の航空集団隷下の航空部隊（航空群）の一つであり、館山航空基地（千葉県館山市）に配備されている。群司令は海将補（二）をもって充てられている。

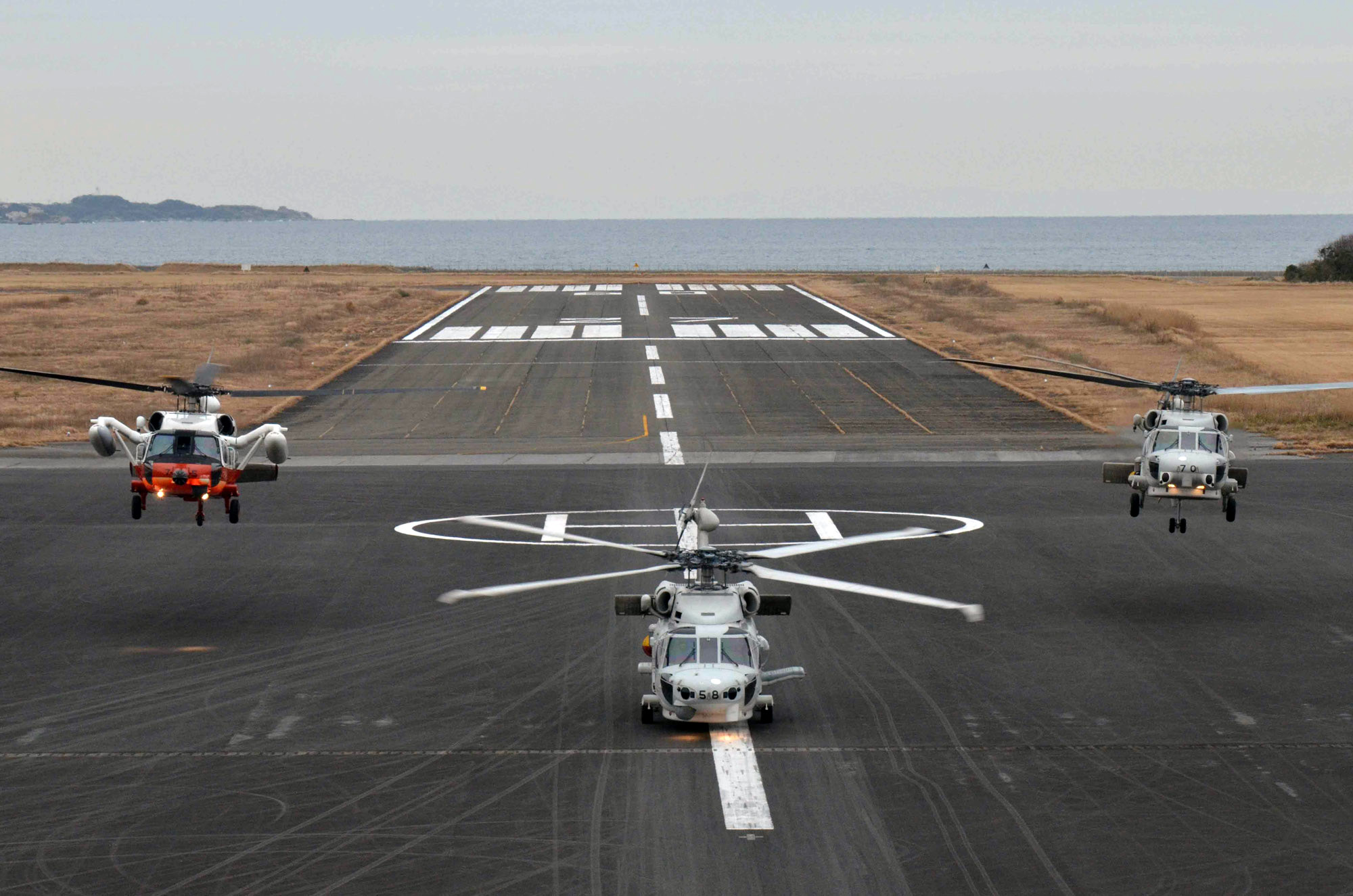
館山航空基地に着陸する左からUH-60J、SH-60K、SH-60J

## 沿革
- 1953年（昭和28年）9月16日：保安庁警備隊「館山航空隊」として館山航空基地に新編、横須賀地方隊隷下に編入。
- 1955年（昭和30年）11月14日：第101（Bell-47）、第102（S-51）、第103（S-55・KAL-2）各飛行隊を編成。
- 1956年（昭和31年）5月29日：第102飛行隊が大湊に移転し大湊航空隊第111飛行隊に改称、第103飛行隊が第102飛行隊に改称。
- 1958年（昭和33年）8月5日：飛行隊を第101、第151、第152飛行隊に改編。
- 1960年（昭和35年）1月16日：第152飛行隊が廃止、館山航空隊教育部が発足。
- 1961年（昭和36年）9月1日：航空集団の新編により、館山航空隊が「第21航空群」に改編され、航空集団隷下に編入。

※ 第101飛行隊は「第101航空隊」に改編、第151飛行隊は第211教育航空隊に、館山航空隊教育部は第221教育航空隊に改編され教育航空集団隷下に編入。
※ 改編時の編成（司令部・第101航空隊・第21支援整備隊・館山航空基地隊）
- 1964年（昭和39年）11月20日：臨時小松島派遣隊を小松島航空基地に新編。
- 1965年（昭和40年）3月25日：臨時小松島派遣隊を「小松島航空隊」に改編。
- 1973年（昭和48年）2月20日：第101航空隊隷下に第121飛行隊を新編。
- 1974年（昭和49年）11月27日：第121飛行隊を「第121航空隊」に改編。
- 1981年（昭和56年）3月27日：「第122航空隊」を大村航空基地に新編。
- 1987年（昭和62年）12月1日：第122航空隊が第22航空群隷下に編成替え。小松島航空隊が呉地方隊隷下に編成替え。
- 1989年（平成元年）3月17日：「第124航空隊」を新編。
- 1991年（平成03年）9月30日：第121航空隊にSH-60J哨戒ヘリコプターが配備開始。
- 1994年（平成06年）4月2日：第124航空隊にSH-60Jが配備開始。
- 1998年（平成10年）
  - 3月20日：第124航空隊が部隊番号交換により「第123航空隊」に改称。
  - 12月8日：補給整備部門の組織改編により第21支援整備隊を「第21整備補給隊」に改編。
- 2001年（平成13年）3月24日：「舞鶴航空基地隊」、「舞鶴航空分遣隊」、「舞鶴整備補給分遣隊」を新編。
- 2005年（平成17年）10月31日：第121航空隊にSH-60K哨戒ヘリコプターが配備開始。
- 2008年（平成20年）3月26日：体制移行による部隊改編。

1. 第101航空隊、第121航空隊、第123航空隊を廃止、統合し「第21航空隊」を新編。舞鶴航空基地隊、舞鶴航空分遣隊、舞鶴整備補給分遣隊を「第23航空隊」に改編。大湊地方隊大湊航空隊を編入し「第25航空隊」に改編。
2. 厚木航空基地の厚木救難飛行隊と下総航空基地の下総救難飛行隊が廃止となり、両隊所属のUH-60J救難ヘリコプターが館山に移転し「第73航空隊」を新編。
3. 八戸航空基地の八戸救難飛行隊が廃止となり、同隊所属機を大湊航空基地に移転させ「第73航空隊大湊航空分遣隊」を新編。
4. 硫黄島航空基地の硫黄島救難飛行隊を編入し「第73航空隊硫黄島航空分遣隊」に改編。

- 2009年（平成21年）9月3日：第23航空隊にSH-60Kが配備開始。
- 2015年（平成27年）3月12日：第23航空隊がSH-60Jの運用を終了。
- 2018年（平成30年）
  - 3月23日：航空部隊の改編。

  1. 第21航空隊の第21列線整備隊、第73航空隊の第73列線整備隊と第21整備補給隊の第21検査隊を廃止、統合し第21整備補給隊に「第21機側整備隊」が新編。
  2. 館山航空基地隊の警衛隊、運航隊地上救難班、管理隊車両班が統合され「館山航空警備隊」に改編。
  3. 舞鶴航空基地隊及び大湊航空基地隊の警衛班を航空警備班に改編[2]。

  - 4月2日：第73航空隊が廃止となり、第21航空隊に第213飛行隊及び硫黄島航空分遣隊を新編[3][4]。
- 2022年（令和04年）4月1日：館山航空基地所在の第21航空隊が保有するUH-60Jが除籍され、第213飛行隊が廃止[5][6]。
- 2023年（令和05年）11月：SH-60K（救難仕様）が第21航空隊に配備[7]。
- 2024年（令和06年）
  - 7月：SH-60K（救難仕様）が硫黄島航空分遣隊に配備[8]。
  - 12月6日：UHｰ60J救難ヘリコプター（8979号機）の除籍行事が挙行され、同機の海上自衛隊での運用が終了[9][10]。

## 司令部編成
司令部は、館山航空基地に設置されている。
- 航空群司令
  - 首席幕僚
  - 幕僚
  - 先任伍長

また、自衛艦隊#司令部の編成を参照。

## 部隊編成
- 第21航空隊（館山航空基地）
  - 隊本部

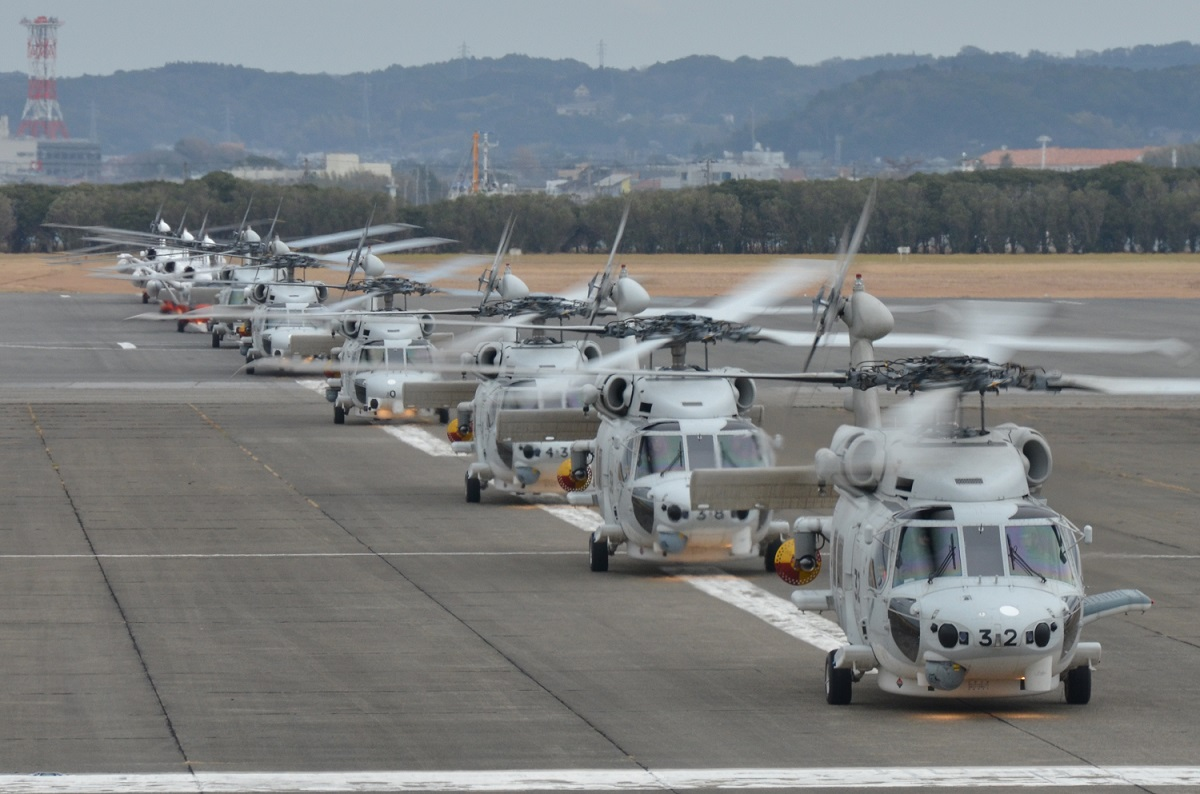
第21航空群所属のSH-60K、SH-60J、UH-60J

  - 第211飛行隊：SH-60K（コールサイン "BLACK JACK"）
  - 第212飛行隊：SH-60K（コールサイン "BLACK JACK"）
  - 硫黄島航空分遣隊：SH-60K救難仕様機（硫黄島航空基地）
- 第23航空隊（舞鶴航空基地）
  - 隊本部
    - 総務室
    - 幕僚室
    - 先任伍長室

  - 第231飛行隊：SH-60K（コールサイン "OSPREY"）
  - 第231整備補給隊
    - 整備補給班
    - 航空機整備班
    - 装備整備班
    - 補給班

  - 舞鶴航空基地隊
    - 隊本部
    - 舞鶴管理班
    - 舞鶴航空警備班
    - 舞鶴運航班
    - 舞鶴通信班
    - 舞鶴厚生班
    - 舞鶴衛生班
- 第25航空隊（大湊航空基地）
  - 隊本部
    - 総務室
    - 幕僚室
    - 先任伍長室

  - 第251飛行隊：SH-60J・SH-60K（コールサイン "BATTLEAX"）
  - 第251整備補給隊
    - 整備補給班
    - 航空機整備班
    - 装備整備班
    - 補給班

  - 大湊航空基地隊 
    - 隊本部
    - 大湊管理班
    - 大湊航空警備班
    - 大湊運航班
    - 大湊通信班
    - 大湊厚生班
    - 大湊衛生班
- 第21整備補給隊（館山航空基地）
  - 隊本部
  - 第21航空機整備隊
  - 第21電子整備隊
  - 第21武器整備隊
  - 第21機側整備隊
  - 第21補給隊
- 館山航空基地隊（館山航空基地）
  - 隊本部
  - 館山管理隊
  - 館山航空警備隊
  - 館山運航隊
  - 館山経理隊
  - 館山厚生隊
  - 館山航空衛生隊

### 再編前の部隊編成
2008年（平成20年）3月25日以前の部隊編成（航空部隊のみ）を下記に示す。 
- 第101航空隊（館山航空基地）
  - 隊本部
  - 第101飛行隊：SH-60J（コールサイン "HOBBY"）
  - 第101列線整備隊
- 第121航空隊（館山航空基地）
  - 隊本部
  - 第121飛行隊：SH-60K（コールサイン "SCRAY"）
  - 第121列線整備隊
- 第123航空隊（館山航空基地）
  - 隊本部
  - 第123飛行隊：SH-60J（コールサイン "OSPREY"）
  - 第123列線整備隊
  - 舞鶴航空分遣隊：SH-60J

## 主要幹部
| 官職名             | 階級    | 氏名     | 補職発令日     | 前職                           |
| ------------------ | ------- | -------- | -------------- | ------------------------------ |
| 第21航空群司令     | 海将補  | 角亜希仁 | 2025年03月24日 | 統合幕僚監部防衛計画部防衛課長 |
| 首席幕僚           | 1等海佐 | 菊地敏明 | 2023年09月10日 | 第21航空隊司令                 |
| 第21航空隊司令     | 1等海佐 | 坂口健治 | 2025年04月07日 | 小月教育航空群司令部首席幕僚   |
| 第23航空隊司令     | 1等海佐 | 中井孝泰 | 2024年04月01日 | 情報本部勤務                   |
| 第25航空隊司令     | 1等海佐 | 糸瀬博明 | 2023年12月22日 | 教育航空集団司令部教育主任幕僚 |
| 第21整備補給隊司令 | 1等海佐 | 金沢慶人 | 2024年08月01日 | 航空集団司令部後方主任幕僚     |
| 館山航空基地隊司令 | 2等海佐 | 小松竜次 | 2023年02月10日 | 大湊航空基地隊長               |

| 代                                 | 氏名                               | 在任期間                           | 出身校・期                         | 前職                                                       | 後職                               | 備考                                    |
| 館山航空隊司令（横須賀地方隊隷下） | 館山航空隊司令（横須賀地方隊隷下） | 館山航空隊司令（横須賀地方隊隷下） | 館山航空隊司令（横須賀地方隊隷下） | 館山航空隊司令（横須賀地方隊隷下）                         | 館山航空隊司令（横須賀地方隊隷下） | 館山航空隊司令（横須賀地方隊隷下）      |
| ---------------------------------- | ---------------------------------- | ---------------------------------- | ---------------------------------- | ---------------------------------------------------------- | ---------------------------------- | --------------------------------------- |
| 01                                 | 大野義高                           | 1953.9.16 - 1954.9.19              | 海兵59期                           | 館山航空隊設立準備室長                                     | 海上幕僚監部防衛部付               | 就任時2等警備正 1954.2.16 1等警備正昇任 |
| 02                                 | 古川 明                            | 1954.9.20 - 1955.11.15             | 海兵60期                           | 大湊基地警防隊司令 →1954.5.10                              | 訓練飛行隊群司令                   | 就任時2等海佐 1955.2.16 1等海佐昇任     |
| 03                                 | 山田龍人                           | 1955.11.16 - 1957.11.30            | 海兵58期                           | 横須賀地方総監部付                                         | 大村航空隊司令                     | 1等海佐                                 |
| 04                                 | 武田春雄                           | 1957.12.1 - 1959.7.31              | 海兵60期                           | 鹿屋航空隊副長                                             | 岩国教育航空隊司令                 | 1等海佐                                 |
| 05                                 | 山内順之助                         | 1959.8.1 - 1961.3.31               | 海兵64期                           | 海上幕僚監部防衛部防衛課編成班長                           | 海上幕僚監部防衛部防衛課勤務       | 1等海佐                                 |
| 06                                 | 岡本晴年                           | 1961.4.1 - 1961.8.31               | 海兵60期                           | 大湊地方総監部防衛部長 →1961.2.1 横須賀補充部付            | 第21航空群司令                     | 1等海佐                                 |
| 第21航空群司令（航空集団隷下）     |                                    |                                    |                                    |                                                            |                                    |                                         |
| 01                                 | 岡本晴年                           | 1961.9.1 - 1962.6.30               | 海兵60期                           | 館山航空隊司令                                             | 第1航空群司令                      | 1等海佐                                 |
| 02                                 | 伊藤孝太郎                         | 1962.7.1 - 1964.11.30              | 海兵64期                           | 大湊航空隊司令                                             | 航空集団司令部幕僚長               | 1等海佐                                 |
| 03                                 | 山内順之助                         | 1964.12.1 - 1966.6.30              | 海兵64期                           | 航空集団司令部幕僚長                                       | 統合幕僚学校副校長                 | 1等海佐                                 |
| 04                                 | 武田茂樹                           | 1966.7.1 - 1967.12.15              | 海兵65期                           | 鹿屋教育航空群司令                                         | 第1航空群司令                      | 就任時1等海佐 1967.7.1 海将補昇任       |
| 05                                 | 薬師寺一男                         | 1967.12.16 - 1969.11.30            | 海兵66期                           | 航空集団司令部幕僚長                                       | 第1航空群司令                      | 就任時1等海佐 1969.7.1 海将補昇任       |
| 06                                 | 伊藤福三郎                         | 1969.12.1 - 1971.6.30              | 海兵66期                           | 大村航空隊司令                                             | 退職                               | 就任時1等海佐 1970.7.1 海将補昇任       |
| 07                                 | 影浦定俊                           | 1971.7.1 - 1973.12.15              | 海兵68期                           | 海上幕僚監部先任副監察官                                   | 海上幕僚監部付 →1974.4.1 退職      |                                         |
| 08                                 | 市川妙水                           | 1973.12.16 - 1975.6.30             | 海兵66期                           | 第2航空群司令                                              | 海上幕僚監部付 →1975.11.1 退職     |                                         |
| 09                                 | 岸本一郎                           | 1975.7.1 - 1976.6.30               | 海兵72期                           | 大湊地方総監部幕僚長                                       | 海上幕僚監部監察官                 |                                         |
| 10                                 | 森園千治                           | 1976.7.1 - 1978.6.30               | 海兵73期                           | 大村航空隊司令                                             | 第1航空群司令部付 →1978.9.29 退職  | 就任時1等海佐 1976.9.1 海将補昇任       |
| 11                                 | 清水俊彦                           | 1978.7.1 - 1980.6.30               | 海兵74期                           | 鹿屋教育航空群司令                                         | 海上幕僚監部付 →1980.11.3 停年退官 | 就任時1等海佐 1978.9.29 海将補昇任      |
| 12                                 | 木内敏二                           | 1980.7.1 - 1981.8.31               | 日本大・ 2期幹候                   | 航空集団司令部幕僚長                                       | 大湊地方総監部幕僚長               | 就任時1等海佐 1980.10.7 海将補昇任      |
| 13                                 | 石澤 治                            | 1981.9.1 - 1982.8.31               | 群馬大・ 4期幹候                   | 大湊航空隊司令                                             | 大湊地方総監部幕僚長               | 就任時1等海佐 1983.1.1 海将補昇任       |
| 14                                 | 田崎洋一                           | 1982.9.1 - 1984.6.30               | 海保大2期・ 6期幹候                | 大村航空隊司令                                             | 海上自衛隊幹部候補生学校副校長     | 就任時1等海佐 1983.3.16 海将補昇任      |
| 15                                 | 富田成昭                           | 1984.7.1 - 1985.7.31               | 鹿児島大・ 6期幹候                 | 海上幕僚監部監察官                                         | 海上自衛隊幹部学校長               | 1985.3.16 海将昇任                      |
| 16                                 | 藤井勝利                           | 1985.8.1 - 1987.3.15               | 防大1期                            | 海上幕僚監部防衛部副部長                                   | 佐世保地方総監部幕僚長             |                                         |
| 17                                 | 佐々木邦秀                         | 1987.3.16 - 1989.8.30              | 防大3期                            | 大湊地方総監部幕僚長                                       | 海上自衛隊幹部候補生学校長         |                                         |
| 18                                 | 松重 寛                            | 1989.8.31 - 1991.6.30              | 法政大・ 11期幹候                  | 大湊航空隊司令                                             | 退職                               |                                         |
| 19                                 | 藤田幸生                           | 1991.7.1 - 1993.6.30               | 防大9期                            | 海上幕僚監部防衛部防衛課長                                 | 海上幕僚監部防衛部長               |                                         |
| 20                                 | 功刀正文                           | 1993.7.1 - 1995.3.22               | 防大9期                            | 第51航空隊司令                                             | 海上自衛隊幹部候補生学校長         |                                         |
| 21                                 | 織田 勝                            | 1995.3.23 - 1997.12.7              | 防大8期                            | 第22航空群司令                                             | 退職                               |                                         |
| 22                                 | 小林拓雄                           | 1997.12.8 - 2000.3.29              | 防大13期                           | 統合幕僚会議事務局第3幕僚室 教育訓練調整官 兼 教育訓練班長 | 防衛大学校訓練部長                 |                                         |
| 23                                 | 仲井隆夫                           | 2000.3.30 - 2003.3.26              | 防大15期                           | 海上幕僚監部調査部調査課長                                 | 第4航空群司令                      |                                         |
| 24                                 | 方志春亀                           | 2003.3.27 - 2005.7.27              | 防大20期                           | 呉地方総監部幕僚長                                         | 統合幕僚会議事務局第1幕僚室長      |                                         |
| 25                                 | 小豆野実                           | 2005.7.28 - 2006.12.5              | 防大16期                           | 海上幕僚監部監察官                                         | 退職                               |                                         |
| 26                                 | 高橋忠義                           | 2006.12.6 - 2008.11.30             | 防大23期                           | 航空集団司令部幕僚長                                       | 舞鶴地方総監部幕僚長               |                                         |
| 27                                 | 山本敏弘                           | 2008.12.1 - 2011.11.30             | 防大22期                           | 第22航空群司令                                             | 海上自衛隊幹部学校副校長           |                                         |
| 28                                 | 中田芳基                           | 2011.12.1 - 2013.8.21              | 防大24期                           | 情報本部情報官                                             | 横須賀地方総監部幕僚長             |                                         |
| 29                                 | 日向錦次郎                         | 2013.8.22 - 2014.12.14             | 防大24期                           | 第22航空群司令                                             | 退職                               |                                         |
| 30                                 | 鎌形義憲                           | 2014.12.15 - 2016.12.19            | 専修大・ 34期幹候                  | 情報業務群司令                                             | 退職                               |                                         |
| 31                                 | 益田徹也                           | 2016.12.20 - 2017.12.19            | 防大27期                           | 海上幕僚監部指揮通信情報部長                               | 退職                               |                                         |
| 32                                 | 小俵和之                           | 2017.12.20 - 2020.12.21            | 防大31期                           | 教育航空集団司令部幕僚長                                   | 退職                               |                                         |
| 33                                 | 石川一郎                           | 2020.12.22 - 2022.12.22            | 防大32期                           | 教育航空集団司令部幕僚長                                   | 第2航空群司令                      |                                         |
| 34                                 | 行松栄治                           | 2022.12.23 - 2025.3.23             | 京都産業大・ 48期幹候              | 海上幕僚監部防衛部運用支援課長                             | 第22航空群司令                     | 就任時1等海佐 2023.3.30 海将補昇任      |
| 35                                 | 角亜希仁                           | 2025.3.24 -                        | 防大43期                           | 統合幕僚監部防衛計画部防衛課長                             |                                    |                                         |